# Bonjour♪ 恋味点心学园
《Bonjour♪ 恋味点心学园》是一部在制作点心的学校中，以主人公和学校讲师们的爱情故事为线索的女性向动画。该动画共24集，于2014年10月11日首播。

## 故事简介
背景是一所蛋糕学园，从小就想成为著名法式糕点师的春野小百合终于考上了自己梦寐以求的学院“Fleurir”，然而在这个造梦的地方，遇见了如梦幻中的王子一般的讲师。在丰富多彩的校园生活中，她与讲师发生了一段刻骨铭心的恋爱，然后这一段禁断之恋在学校中不被允许，他们该如何自处呢？

## 制作人员
- 监督 - 秋田谷典昭
- キャラクター原案 -雪広うたこ
- シリーズ构成・脚本 - 青木良
- キャラクターデザイン・総作画监督 - 滝本祥子
- 美术监督 - 工藤由美
- 色彩设定 - 但野ゆき子
- 撮影监督 - 木村美乃里
- 3D监督 - 滨村敏郎
- 编集 - 坪根健太郎
- 音楽 -山田高弘
- 音响监督 -亀山俊树
- プロデューサー -佐々木まりな、土屋卓朗
- アニメーションプロデューサー - 田部谷昌宏
- アニメーション制作 -SILVER LINK./ CONNECT
- 原作・制作著作 - Bon♪恋制作委员会[2]

## 各集制作
| 话数      | 絵画       | 演出       | 作画监督            |
| --------- | ---------- | ---------- | ------------------- |
| Lesson 1  | 秋田谷典昭 | 秋田谷典昭 | 滝本祥子            |
| Lesson 2  | 伊部勇志   | 伊部勇志   | 岩田景子            |
| Lesson 3  | 伊部勇志   | 伊部勇志   | 桥本真希            |
| Lesson 4  | 秋田谷典昭 | 秋田谷典昭 | 井嶋けい子          |
| Lesson 5  | 秋田谷典昭 | 秋田谷典昭 | 中西和也            |
| Lesson 6  | 秋田谷典昭 | 秋田谷典昭 | 井本由纪            |
| Lesson 7  | 秋田谷典昭 | 池田智美   | 竹本佳子 岩田芳美   |
| Lesson 8  | 伊部勇志   | 伊部勇志   | 井嶋けい子 桥本真希 |
| Lesson 9  | 伊部勇志   | 伊部勇志   | 井本由纪 桥本真希   |
| Lesson 10 | 秋田谷典昭 | 池田智美   | 岩田芳美            |
| Lesson 11 | 秋田谷典昭 | 池田智美   | 竹本佳子            |
| Lesson 12 | 秋田谷典昭 | 秋田谷典昭 | 河村明夫            |
| Lesson 13 | 秋田谷典昭 | 秋田谷典昭 | 桥本真希            |
| Lesson 14 | 伊部勇志   | 伊部勇志   | 井嶋けい子          |
| Lesson 15 | 秋田谷典昭 | 秋田谷典昭 | 山犬守              |
| Lesson 16 | 秋田谷典昭 | 秋田谷典昭 | 山犬守              |
| Lesson 17 | 秋田谷典昭 | 秋田谷典昭 | 井本由纪            |
| Lesson 18 | 伊部勇志   | 伊部勇志   | 桥本真希            |
| Lesson 19 | 伊部勇志   | 伊部勇志   | 山犬守              |
| Lesson 20 | 伊部勇志   | 秋田谷典昭 | 山犬守              |
| Lesson 21 | 秋田谷典昭 | 伊部勇志   | 桥本真希            |
| Lesson 22 | 秋田谷典昭 | 秋田谷典昭 | 山犬守              |
| Lesson 23 | 秋田谷典昭 | 秋田谷典昭 | 山犬守              |
| Lesson 24 | 伊部勇志   | 伊部勇志   | 桥本真希            |

## 动画音乐
- 片头歌《Bonjour♪Magic》  歌：Les*Fleurirs [皋月 辽（CV：石川界人）、葵井三斗希（CV：柿原彻也）、花房吉尔贝尔（CV：木村良平）、凉芳之助（CV：绿川光）]
- 片尾歌1《优しさを包み込んで》  歌：皋月辽（CV：石川界人）、葵井三斗希（CV：柿原彻也）
- 片尾歌2《どちなにするの？》  歌：花房吉尔贝尔（CV：木村良平）、凉芳之助（CV：绿川光）

## 衍生制品
Bonjour♪ 恋味点心学园 上卷
【发售日】2015年4月24日
【收录话】Lesson1~12
【初回生产特典】
1)游戏「Bonjour♪ 恋味点心学园」特别语音SS礼物串行码(【出演】皐月辽:石川界人、葵井三斗希:柿原彻也、花房吉尔贝尔:木村良平、凉芳乃助:绿川光)
2)2015年7月4日举办预定活动门票优先贩卖申请券
【每回特典】
1)角色设计原案・雪広うたこ绘制插图
2)「Bonjour♪ 恋味点心学园」特制小册子
Bonjour♪ 恋味点心学园 下卷
【发售日】2015年5月27日
【收录话】Lesson13~24
【初回生产特典】
1)游戏「Bonjour♪ 恋味点心学园」特别アバター礼物串行代码
2)2015年7月4日举办预定活动门票优先贩卖申请券
【每回特典】
1)角色设计原案・雪広うたこ绘制插图
2)「Bonjour♪ 恋味点心学园」特制小册子